# Waffeleisen

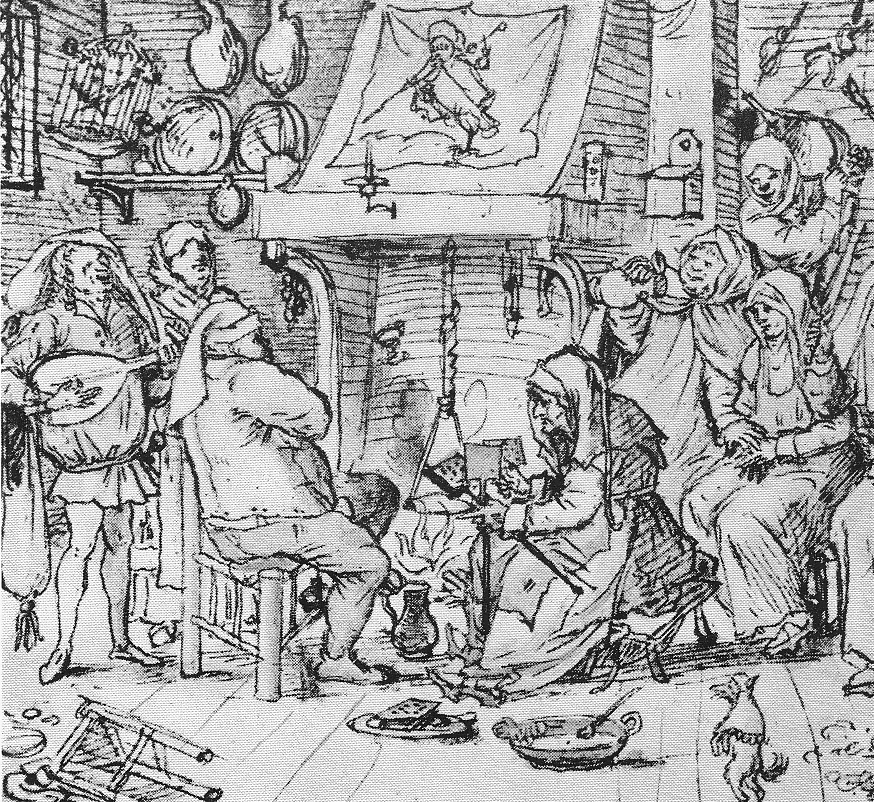
Fastnachtsszene mit Waffelbacken
Zeichnung von Hieronymus Bosch (1450–1516)

Ein Waffeleisen ist ein Küchengerät, mit dem man Waffeln, Oblaten, Hippen und ähnliches Gebäck herstellen kann. Weitere Bezeichnungen sind Hörncheneisen, Klemmeisen und (Eiser-)Kucheneisen. Bei Hostieneisen zur Herstellung von Hostien handelt es sich ebenfalls um Waffeleisen.

## Herkunft und Verbreitung
Herkunft und erstmaliger Gebrauch von Waffeleisen sind nicht vollständig erforscht. Im 12. und 13. Jahrhundert waren sie in Frankreich verbreitet (gaufrier), um 1300 in den Niederlanden, ab dem 14. Jahrhundert sind sie in ganz West- und Mitteleuropa nachweisbar. Zu dieser Zeit kamen unter anderem in Österreich, in der Schweiz und in Italien bereits sehr schöne, kunstvoll verzierte Eisen vor.:111:17 Vorformen werden in Schweden und Norwegen gesehen, wo man in Frauengräbern aus der Wikingerzeit Backeisen mit runden Platten aus dem siebten bis zehnten Jahrhundert gefunden hat, die noch keine Verzierungen aufwiesen.:111 Im 9. Jahrhundert ist ein Waffeleisen ([ferrum] oblatorium) in der Normandie erwähnt, das möglicherweise zum Backen von Hostien diente. Die Entwicklung solcher Eisen lief, so die Vermutung des Volkskundlers Ernst Thiele, im kirchlichen und nicht-kirchlichen Bereich parallel.:19

## Technische Entwicklung

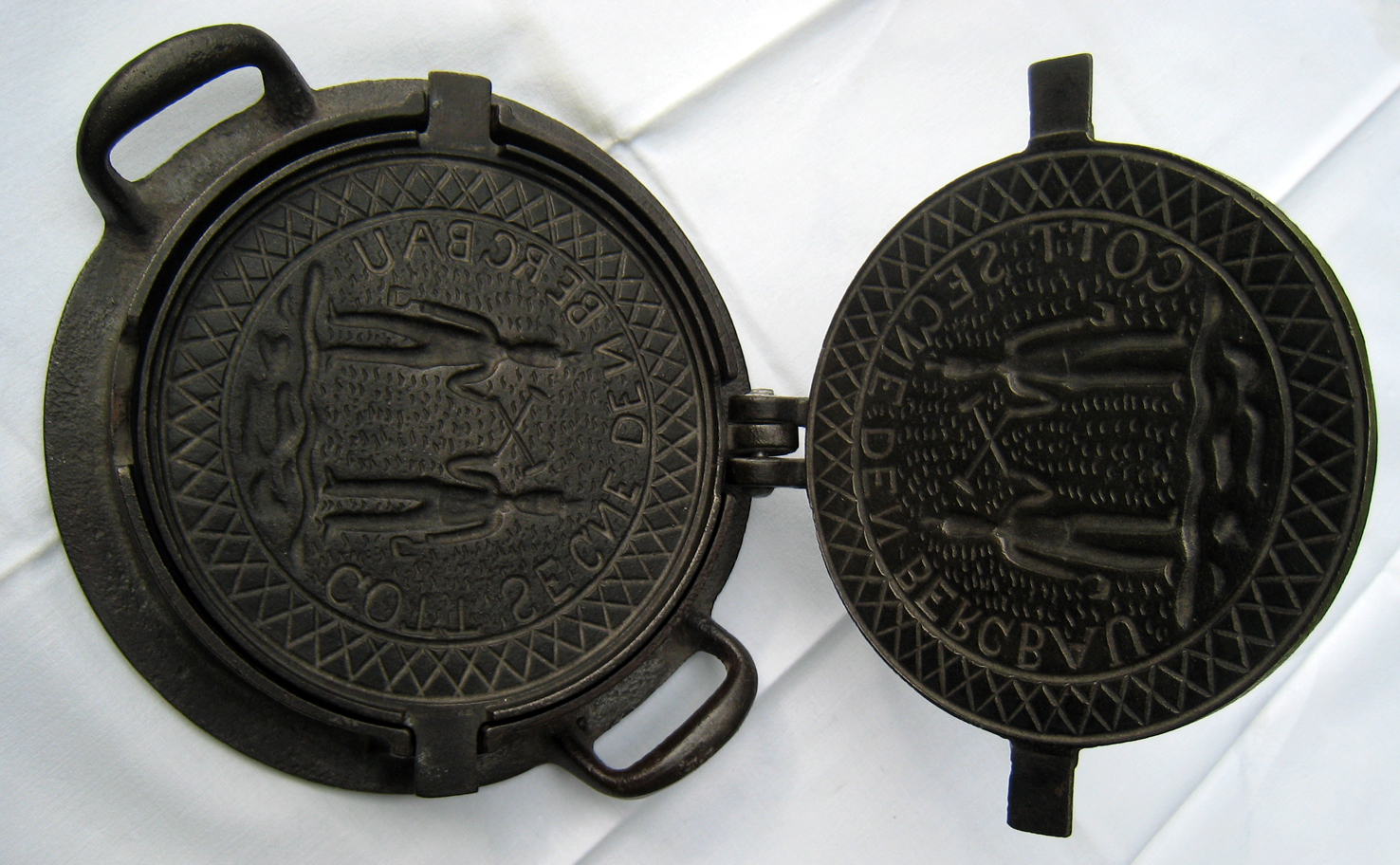
Industriell gefertigtes Wendewaffeleisen für Hartwaffeln mit Inschrift Gott segne den Bergbau, Ende 19. Jahrhundert

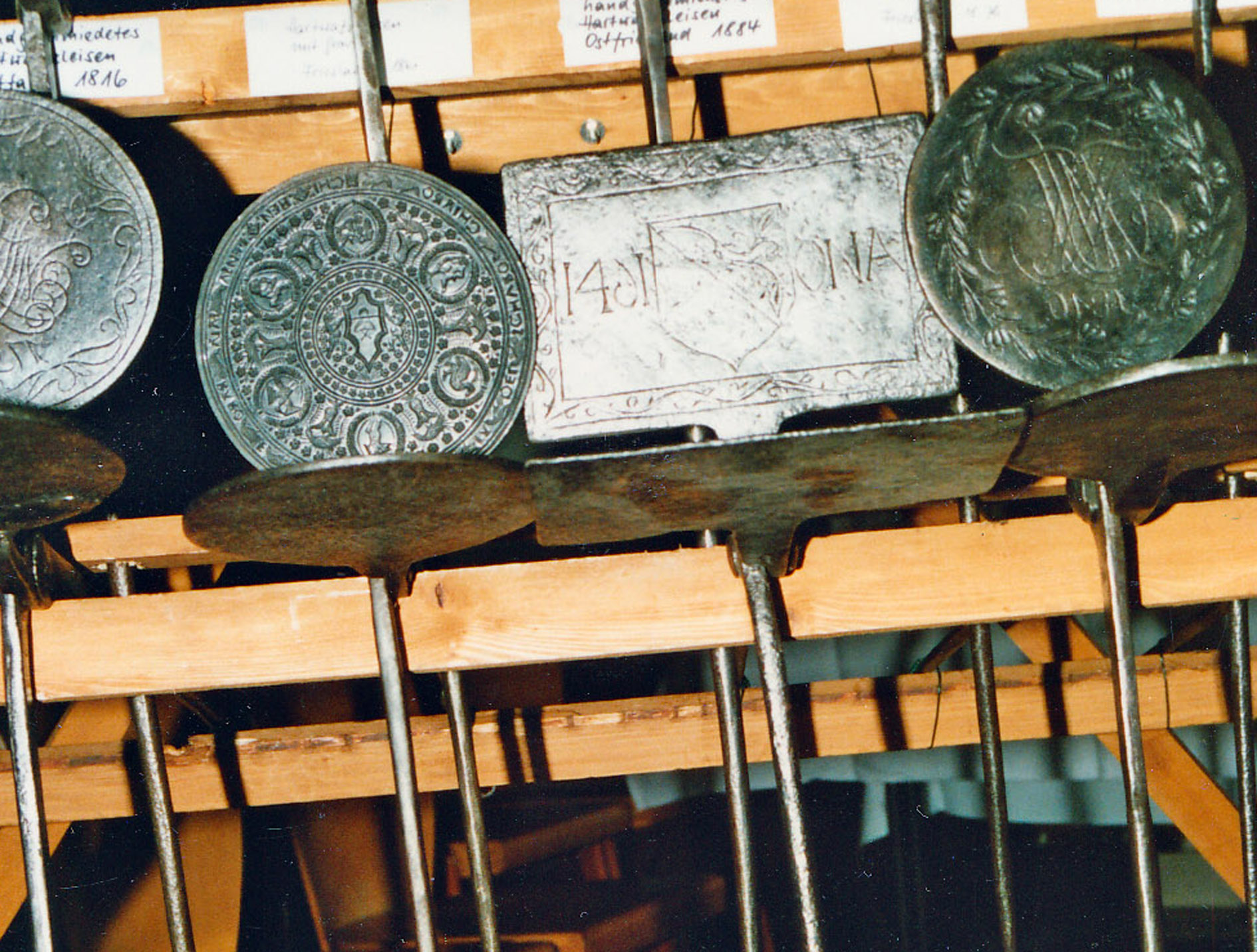
Waffeleisen oder Eiserkucheneisen, von links: norddeutsch 1781, Nizza/Korsika um 1400, Elsass 1641, Hannover 1810

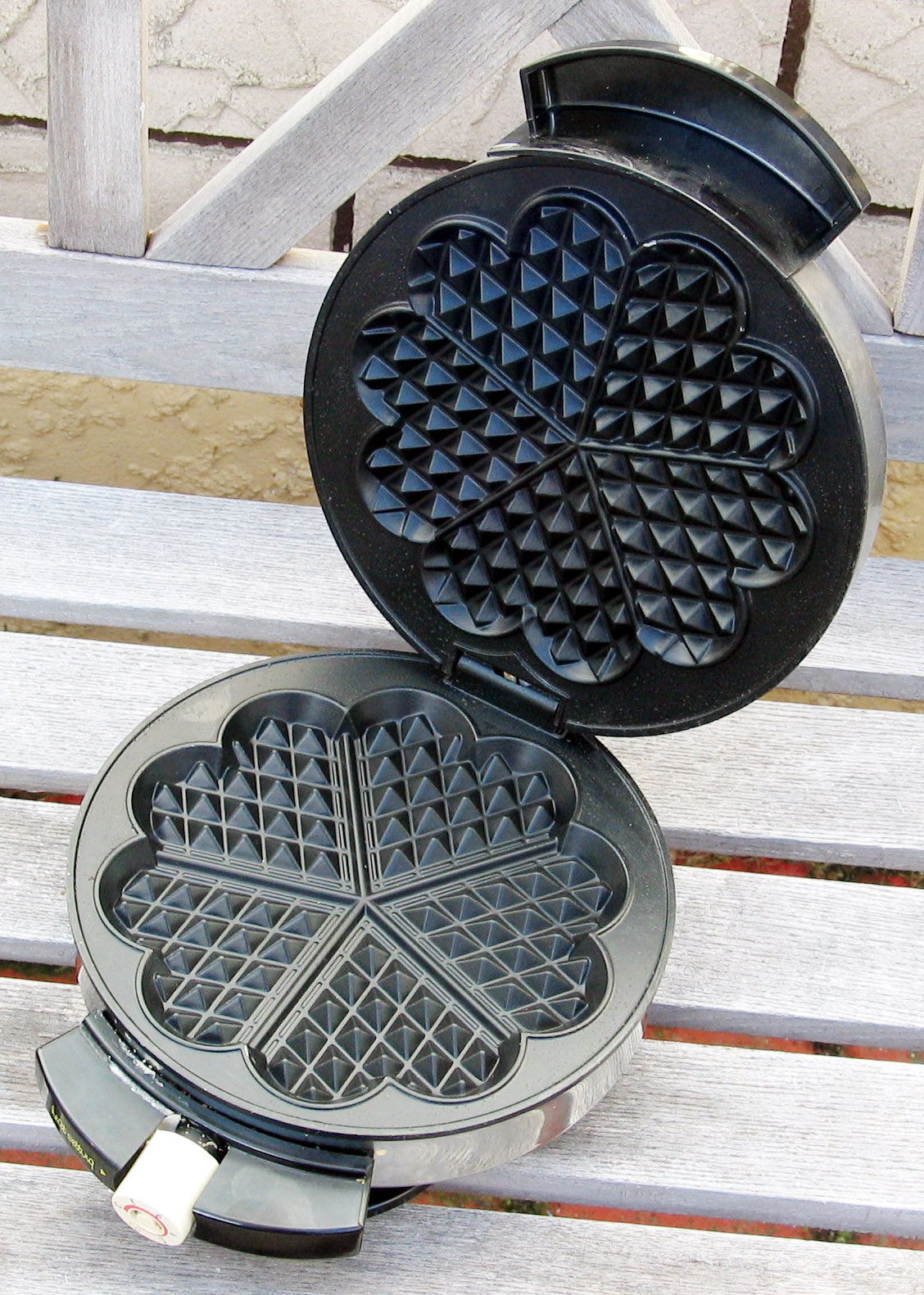
Elektrisches Waffeleisen

Waffeleisen bestehen aus zwei Eisenplatten. Die Außenseite ist glatt, die Innenseite trägt ein durchstrukturiertes Waben- oder Dreiecksmuster, eine Inschrift oder Bildmotive, als Negativmatrize für die künftige Waffelform. Es werden immer zwei Eisen benötigt, ein Unterteil und ein darauf passendes Oberteil. In der Regel sind beide Teile zangenartig mit einem Scharnier miteinander verbunden und mit zwei Stäben als Griff ausgestattet. Beim Backen auf offenem Feuer waren lange Stiele erforderlich, um genügend Abstand vom Feuer zu halten.:111f Die Waffeleisen wurden seit dem Mittelalter einzeln von Hand geschmiedet. Mit der Industrialisierung in der zweiten Hälfte des 19. Jahrhunderts wurden sie mancherorts auch in einem Gesenk geschmiedet, später oft seriell aus Gusseisen ohne besonderen individuellen Schmuck gefertigt. Die Firma „Schnitzler und Kirschbaum (Werkzeuge und Kleineisenwaren)“ in Solingen bot 1830 an geschmiedeten, gravierten Waffeleisen an: „Rechteckige Platten mit weiter quadratischer Waffelung [...]; Herzförmige Platten mit rautenförmiger Waffelung [...]; Runde Platten mit enger quadratischer Waffelung und einem Randornament aus Halbkreisen und Dreiecken“.:21f Ernst Thiele traf in den 1930er-Jahren im Fläming und in Ostfriesland noch Schmiede an, die zumindest gelegentlich handgeschmiedete Waffeleisen herstellten.:24
Etwa ab dem 9. bis 10. Jahrhundert sind Waffeleisen bekannt. Seit dem 15. Jahrhundert wurden in Frankreich die ursprünglich nur runden Platten auch in rechteckiger Form hergestellt. Diese Praxis breitete sich von den Niederlanden bis ins Brandenburgische aus. Andere Regionen (Süddeutschland, Österreich, Schweiz, Ostfriesland, Westfalen, Niedersachsen) hielten ganz oder überwiegend an den runden Eisen fest, in Skandinavien waren beide Formen anzutreffen.:112 Im Jahre 1903 wurde dem aus Italien stammenden US-Amerikaner und Eisverkäufer Italo Marchiony ein Patent auf ein Waffeleisen zur Herstellung von Eiswaffeln erteilt. Der New Yorker gilt daher als der Erfinder des Eishörnchens.
Waffeleisen werden mindestens seit Anfang des 20. Jahrhunderts auch elektrisch beheizt angeboten. Statt langer Stiele besitzen die Geräte nun Griffe. Die Formkörper bestanden zunächst aus Stahlguss, später aus Aluminiumguss. Im 21. Jahrhundert sind sie mit einer Antihaftbeschichtung und mit einem Temperaturschalter ausgestattet. Es gibt sie in runder und in rechteckiger Form. Die Stromzufuhr geschah lange Zeit, wie bei anderen Heißgeräten, etwa dem Bügeleisen, über einen Heißgerätestecker, der als Waffeleisenstecker bezeichnet wurde, aber heute nicht mehr verwendet wird.
Eine abgewandelte Form sind die Sandwichtoaster, die prinzipiell ebenso aufgebaut sind.

## Gestaltung und Bildschmuck
Waffeln waren ein verbreitetes Festgebäck zum Neujahrsfest, zur Hochzeit und zur Fastnachtszeit, wo sie etwa an Knechte und Mägde oder als Dank für gute Wünsche verschenkt wurden. Die bildliche und textliche Ausgestaltung war auf diese Anlässe ausgerichtet und sind dem jeweiligen künstlerischen Zeitstil unterworfen. Waffeleisen gehörten zur Brautausstattung.:112–124:6–23 Seit der zweiten Hälfte des 13. Jahrhunderts finden sich auf den Waffeleisen reiche Gravuren. Selbst wenn bei mehreren Eisen dasselbe Thema behandelt wurde, treten in der Art der Darstellung nur in Einzelfällen Übereinstimmungen auf. Die Gestalter der Eisen blieben in den meisten Fällen anonym, Namensangaben oder Namenszeichen sind die Ausnahme. Eine Verarmung des künstlerischen Aussehens der Eisen trat mit der Umstellung auf industrielle Schmiede- und Gusstechnik ab der zweiten Hälfte des 19. Jahrhunderts ein.:111 Die im Gesenk geschmiedeten Eisen hatten noch einheitliche Muster. Die im Gussverfahren hergestellten Geräte hatten und haben keinen besonderen Schmuck, sondern ein Wabenmuster oder Ähnliches.
Die geschmiedeten Eisen wurden nach der Beobachtung Thieles:21–24 mindestens seit dem 15. Jahrhundert mittels dreier Haupttechniken verziert:
- Meißeltechnik: Mit der linken Faust wurde der Kreuz- oder Flachmeißel gehalten, mit dem Handhammer wurde daraufgeschlagen. Diese grobe Technik konnte zu recht vollkommenen Gestaltungen entwickelt werden.
- Graviertechnik: Hier wurde die Arbeit allein durch den Druck der Hand, ohne Hammer, ausgeführt. Die Linien der Graphik wurden frei aus der Eisenplatte herausgeschält. Flächen wurden in der Regel durch Strichelungen oder Punzierung, Schlag neben Schlag, ausgefüllt.
- Arbeit mit Formstempeln: Immer wiederkehrende Einzelheiten der Bilddarstellung und Ornamentik wurden durch Formstempel eingeschlagen (Kreuze, Kreise, Tiergestalten).

Viele Eisen, so Thiele, seien ohne vorherige Vorlage entstanden, andere zeugten von einer planvollen Gesamtgestaltung. Bei runden Eisen gebe es häufig einen eingeschlagenen Mittelpunkt, an dem sich der weitere Bildaufbau orientierte, als Zier ein Mittelbild und eine am Rand umlaufende Inschrift oder Ornamentik. Rechteckige Eisen bieten Raum für von links nach rechts angeordnete Inschriften oder Bildfolgen. Textlich gestaltete Eisen nehmen Bezug auf das Gebäck selber oder den Anlass des Backens. Namen, Beruf und Wohnort des Auftraggebers konnten Thema der Aufschrift sein, auch der Name der Braut, zu deren Aussteuer das Waffeleisen gehörte, oder der Name der Schenkenden. Verbreitet waren ebenfalls Bibelzitate und fromme Inschriften. Auf manchen Eisen wurde das Entstehungsjahr hinzugefügt.:26
Bildliche Gestaltungselemente für Waffeln waren Wappen und Hausmarken, Mann und Frau oder Darstellungen und Symbole, die auf den Beruf des Auftraggebers oder Eigentümers des Eisens hinwiesen und so dem Gebäck eine persönliche Note gaben. Auch Landeswappen kamen vor. An Tierdarstellungen waren Pferde und Hirsche – auch in Jagdszenen – verbreitet, vereinzelt auch Einhorn, Vögel und Hähne. Hinzu kommen Baumdarstellungen in vielfacher Variation und Symbole wie Herz, Stern und Rosette.:31–37 Religiöse Motive als Schmuck für Waffeleisen und Gebäck standen mit den Anlässen für das Backen in Zusammenhang: Zum Jahreswechsel und bei der Hochzeit drückten sie „die gläubige Gottverbundenheit“ der Menschen aus. Waren bei den Hostieneisen die Motive, mit denen die Hostien geschmückt wurden, vorzugsweise das Kreuz, das Christusmonogramm IHS und das Lamm Gottes, fanden sich bei den säkularen Waffeleisen eine Fülle von dargestellten Themen und Symbolen. Sehr häufig wurden das „Lamm Gottes“ als Symbol für Jesus Christus, die Kreuzigung und die Auferstehungsszene dargestellt, in der Christus dem Grab entsteigt. Selten sind Krippendarstellungen oder die Taufe Jesu. Beliebt waren Adam und Eva, daneben andere Themen aus dem Alten Testament wie Josua und Kaleb. Bei dargestellten Heiligen war der heilige Georg ein bevorzugtes Motiv.:124:113–117

## Gebrauch
Mit dem Aufkommen der Backeisen wurde es möglich, die üblichen flachen, runden Teigfladen für den Festgebrauch mit einfachen Mitteln durch den Backvorgang selber bildhaft zu schmücken. Vorher war die Behandlung des einzelnen Backlings durch hölzerne Backschaufeln oder Brotstempel notwendig. Gleichzeitig war es jetzt möglich, in kurzer Zeit größere Mengen des Gebäcks herzustellen. Ernst Thiele geht von einer Anwendung dieser Backmethode im kirchlichen wie im profanen Bereich aus, zum Backen von Hostien einerseits und von Jahres-, Hochzeits- oder Festkuchen andererseits.:18–20
Zur Anwendung der traditionellen Zangenwaffeleisen hat Ernst Thiele Rezepte aus dem 18. Jahrhundert zusammengetragen, so aus Nürnberg (1703), Itzehoe (1766) und Paris (1723 und 1750). Das Waffeleisen wurde zunächst beidseitig über dem Feuer erhitzt (zum Beispiel auf einem Dreifuß) und dann inwendig mit in ein Tuch gebundener Butter oder mit Speck gefettet. Darauf wurde ein Löffel voll Teig hineingegeben, und das Eisen wurde zunächst von der einen und dann von der anderen Seite auf den über dem Feuer stehenden Dreifuß gelegt, bis der gewünschte Backzustand erreicht war. Es durfte zunächst nur vorsichtig geschlossen werden („drucket es aber nicht alsobald gar zu“, Nürnberger Kochbuch), um ein Auslaufen des Teigs zu verhindern. Das Ablösen des fertigen Produkts konnte etwa mit einem Messer geschehen. Das Itzehoer Kochbuch weist darauf hin, dass zu große Hitze und Eile nicht ratsam seien und dass die fertigen „Wafel-Kuchen“ danach an das Feuer gestellt werden sollten, da sie sonst „weich und schwammigt“ würden, wenn man sie aufeinander stapele. Das Nürnberger Kochbuch gibt zudem Pflegeempfehlungen: Die Eisen sollten auf keinen Fall nass ausgespült oder gar gescheuert werden, sondern lediglich mit einem Tuch ausgewischt und dann so aufgestellt werden, dass die beiden Eisenblätter sich nicht berühren.
Bildliche Zeugnisse aus dem 15. bis 17. Jahrhundert zeigen einzelne Stadien dieses Backvorgangs, so von Hieronymus Bosch, Pieter Aertsen und Pieter Bruegel dem Älteren. In allen drei Fällen handelt es sich um rechteckige Eisen; Aertsen zeigt, wie mit einem Schöpflöffel Teig aus einem Gefäß entnommen wird, um ihn in das Eisen zu geben, bei Bruegel kann man ein Messer oder einen Schaber erkennen, mit dem offenbar herausgedrückte Teigreste entfernt werden. Mit diesen Waffeleisen sollen sehr unterschiedliche Teige verarbeitet worden sein, dünnflüssige ebenso wie fladenartig dickflüssige. Auch die Zusammensetzung variierte regional stark. Die Rede ist von schlichten Rezepten aus Gerstenmehl, Wasser und Salz, auch geriebene Möhren waren gelegentlich Bestandteile; andererseits gab es auch aufwändige Zubereitungen mit Eidottern, Sahne, Butter und Honig oder Zucker. Auch Zusätze verschiedener Gewürze wie Zimt, Safran, Kardamom oder Anis sind bezeugt.:10–14 Für die Verwendung direkt über dem Herdfeuer gab es runde Waffeleisen, die sich mit Handgriffen in die Öffnung der gusseisernen Herdplatte einsetzen und um ihre horizontale Achse drehen ließen. Mittels Herdringen in verschiedenen Größen konnte man die Öffnung über der Feuerstelle je nach Bedarf verändern, für Waffeleisen, Töpfe oder Kessel. Für letztere Form gibt es auch die Bezeichnungen „Waffelpfanne“ und „Dreheisen“.

## Abgeleiteter Wortgebrauch
In Belgien wird eine Kompensationspolitik, die eine ausgewogene Verteilung von Fördermitteln auf die Landesteile vorsieht, gelegentlich metaphorisch mit dem Schlagwort „Waffeleisenpolitik“ (flämisch: Wafelijzerpolitiek) bezeichnet: Wenn Flandern ein Großprojekt erhält, muss auch die Wallonische Region ein solches erhalten und umgekehrt.